# El turó de l'hamburguesa
El turó de l'hamburguesa (títol original: Hamburger Hill) és una pel·lícula estatunidenca dirigida per John Irvin, estrenada l'any 1987. Ha estat doblada al català.
La pel·lícula segueix l'assalt d'una brigada de l'exèrcit americà sobre una posició ben fortificada, amb trinxeres i búnquers, de l'exèrcit nord-vietnamita a la muntanya « Ap Bia », prop de la frontera de Laos.
Els informes militars americans de la batalla es refereixen a aquesta muntanya com el turó '937 ' (Hill '937'), la seva designació sobre el mapa ve de la seva altitud de 937 metres .

## Argument
1969, la Guerra del Vietnam s'acaba; però mentre s'obren les primeres negociacions, la 101a divisió aeroportada, els « Screaming Eagles » (les àguiles cridaneres), continuen lluitant. Els ferits i els morts són desallotjats, reemplaçats per joves reclutes que ho han après tot de cop, la vida de guarnició, amb els seus cafès, els seus bordells, i el terror dels combats. L'Estat Major ordena conquistar un turó d'importància estratègica, « el turó 937 ». Durant deu dies, els homes del Tinent Eden van assaltar, guanyar i prendre aquest turó que anomenaran de broma « Hamburger Hill ».
La pel·lícula es concentra en dos pelotons dirigits pel sergent Frantz i el sergent Worcester, dependents del tinent Eden, i que acullen alguns nous reclutes. Només tres d'ells arribaran vius dalt del turó.

## Repartiment
- Anthony Barrile: Vincent 'Alphabet' Languilli
- Michael Boatman: el Soldat Motown
- Don Cheadle: el Soldat Washburn
- Michael Dolan: el Soldat Murphy
- Don James: McDaniel / Mac
- Dylan McDermott: el Sergent Frantz
- Michael A. Nickles: el Soldat Galvan
- Harry O'Reilly: el Soldat Duffy (Tireur de la M 60)
- Daniel O'Shea: el Soldat Gaigin
- Tim Quill: el Soldat Joe Beletsky
- Tommy Swerdlow: el Soldat Bienstock
- Courtney B. Vance: Doc Johnson
- Steven Weber: Sergent Worcester
- Tegan West: el Ltn. Eden
- Kieu Chinh: « Mama San », la gerent del bordell

## Al voltant de la pel·lícula
- El rodatge s'ha desenvolupat a les Filipines, així com al Vietnam Veterans Memorial situat a Washington.
- La pel·lícula va sortir poc després de Platoon i Full Metal Jacket, altres dues pel·lícules de culte sobre la guerra del Vietnam.

## Banda original
- When A Man Loves A Woman, interpretada per Percy Sledge
- Sittin' es the Dock of the Bay, interpretada per Otis Redding
- Ruby, Don't Take Your Love To Town, interpretada per Waylon Jennings
- Gimme Some Lovin, interpretada per The Spencer Davis Group
- I Wish It Would Rain, interpretada per The Temptations
- We Gotta Get Out of This Place, interpretada per The Animals
- I Segon That Emotion, compost per Alfred Cleveland i William Robinson Jr.
- Subterranean Homesick Blues, compost per Bob Dylan
- Fixin' to Die Rag, interpretada per Country Joe Fish